# Iris bucharica
Iris bucharica är en irisväxtart som beskrevs av Michael Foster. Iris bucharica ingår i släktet irisar, och familjen irisväxter. Inga underarter finns listade i Catalogue of Life.

## Bildgalleri

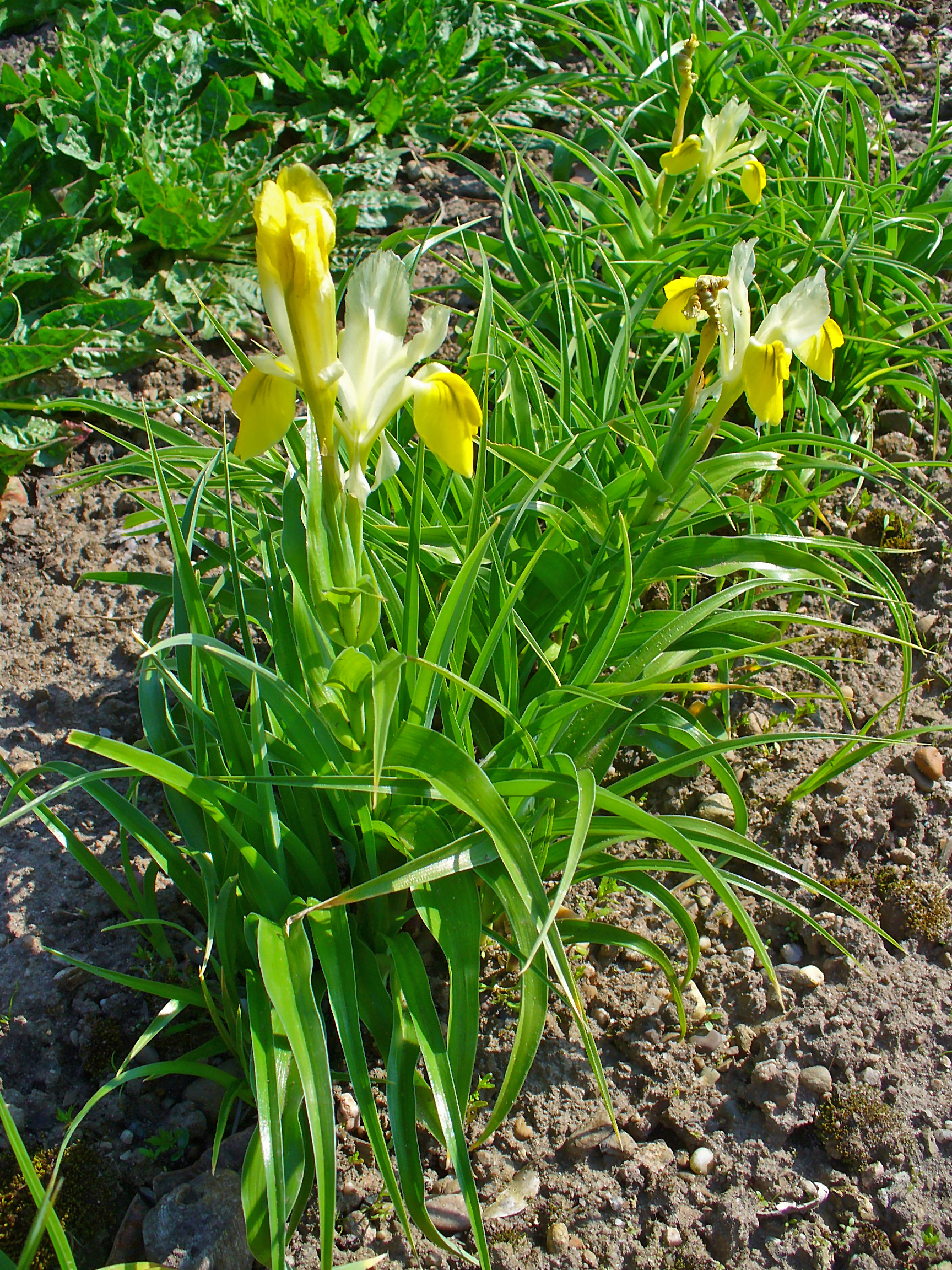
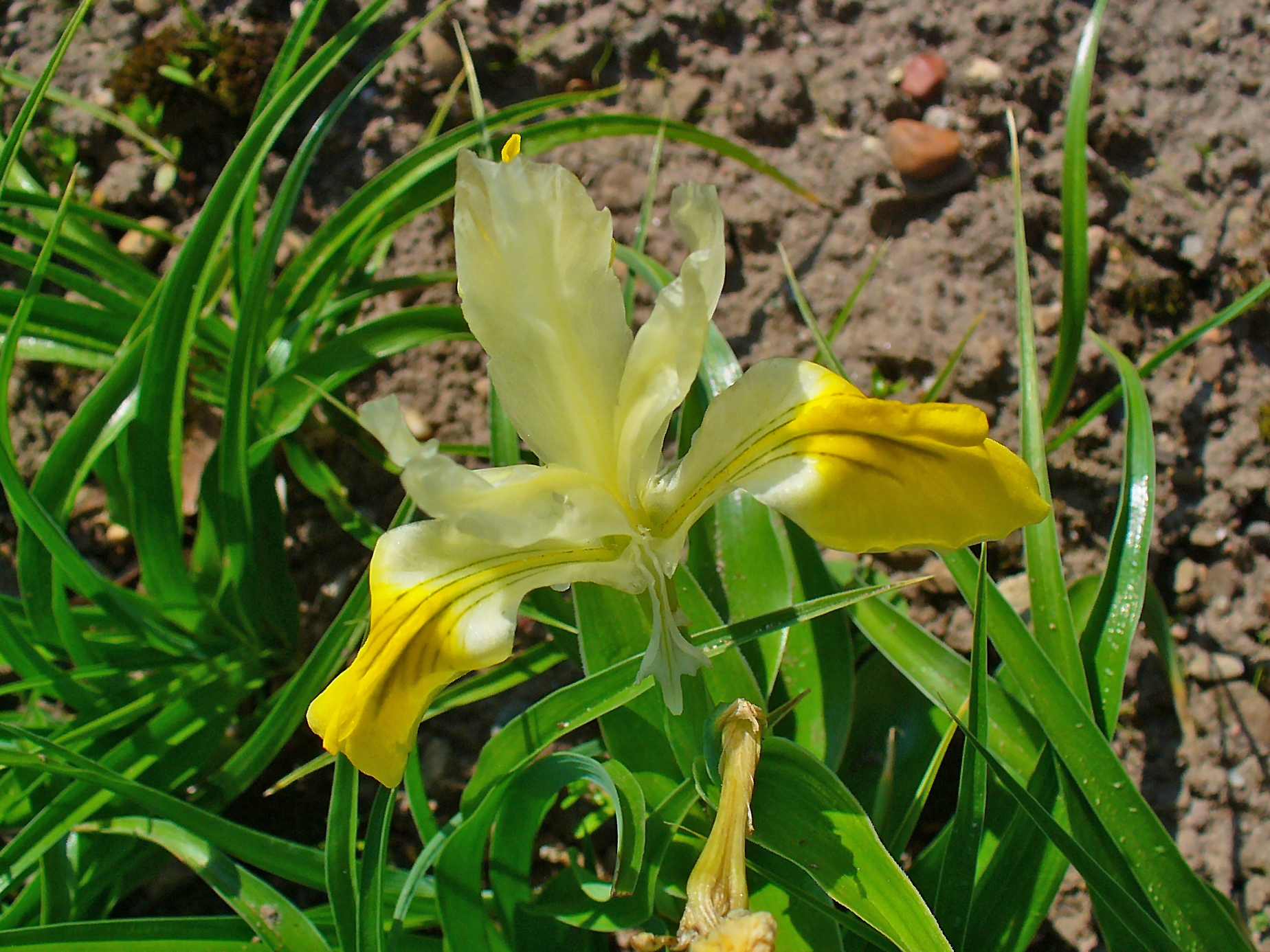
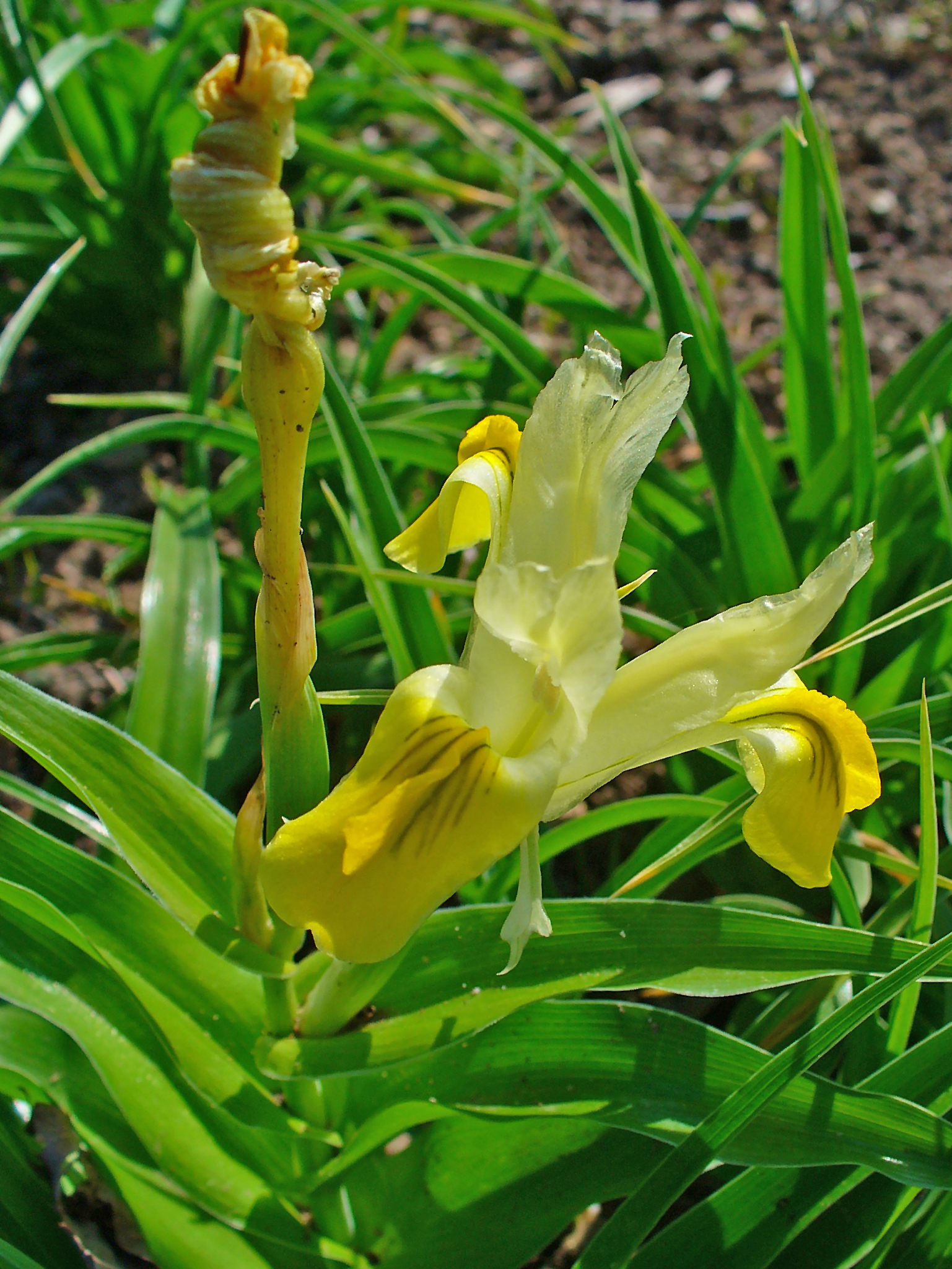
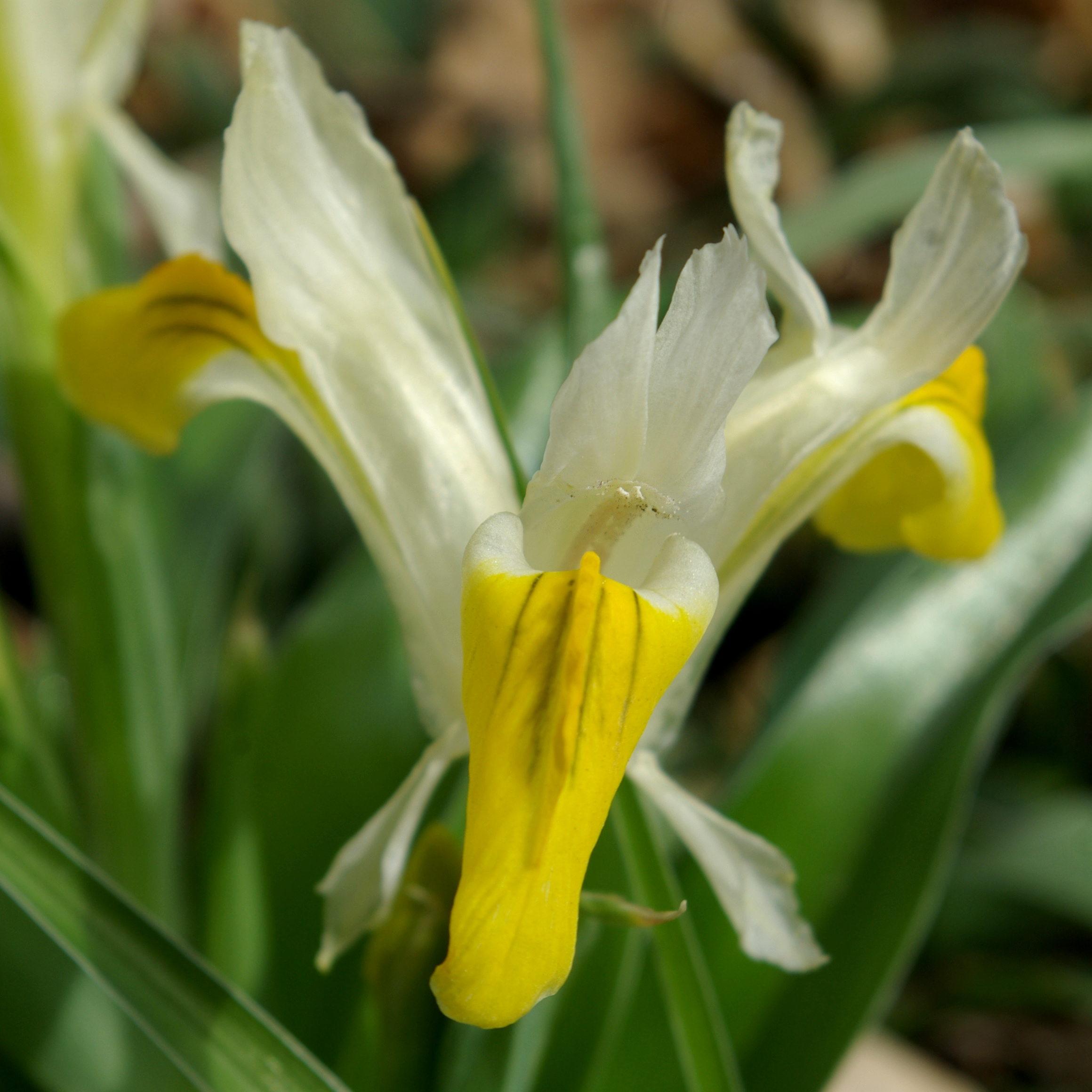
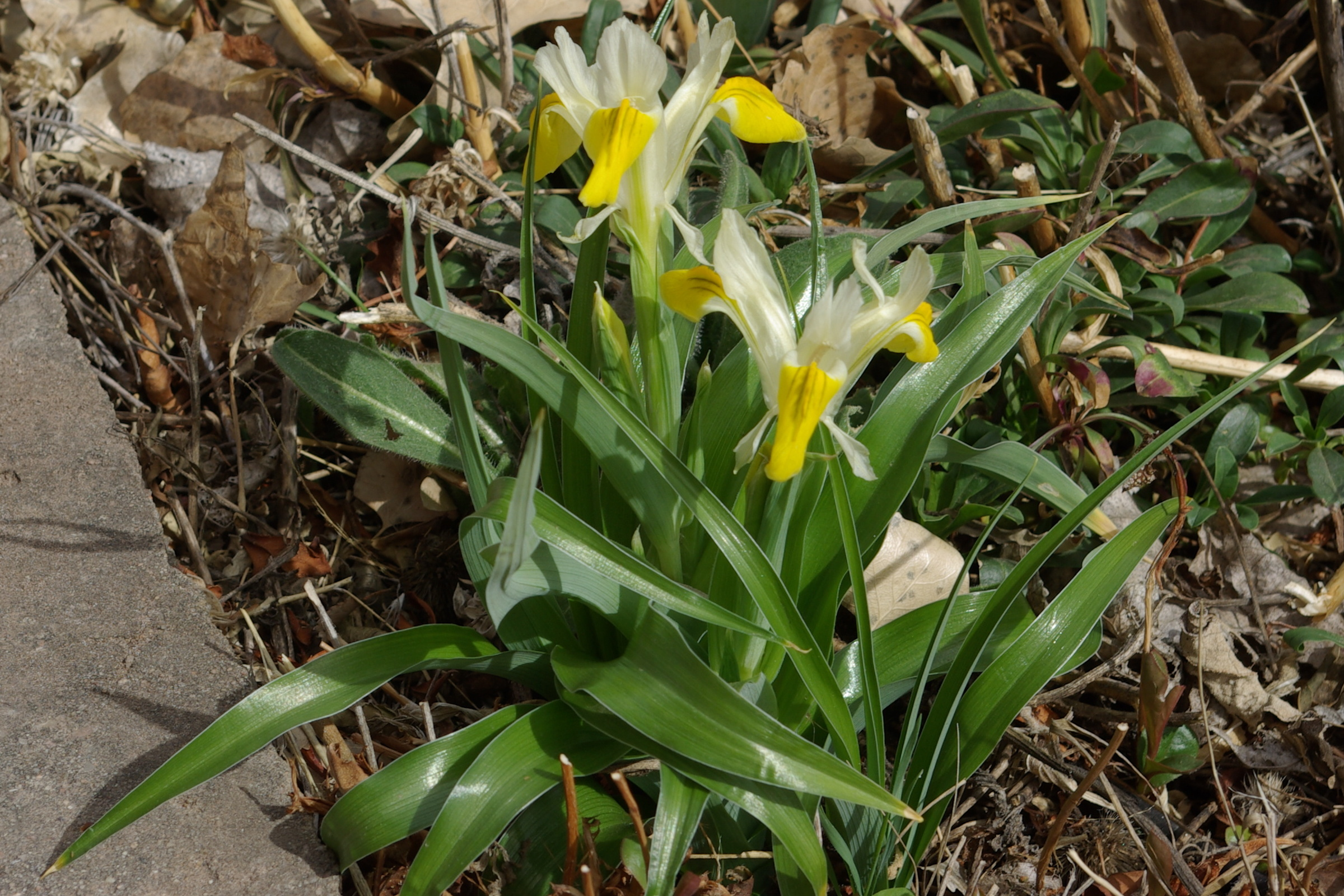